# Bledar Sejko
Bledar Sejko (1972. szeptember 10. –) albán gitáros, énekes, zeneszerző. Ő képviselte Adrian Lulgjurajjal Albániát a 2013-as Eurovíziós Dalfesztiválon Malmőben, az Identitet (magyarul: Azonosság) című dallal. Adrian és Bledar 2012. december 22-én nyerte meg az Eurovíziós Dalfesztivál albán nemzeti döntőjét, a Festivali i Këngëst. Bledar Sejko korábban, 1992-ben is részt vett az albán zenei fesztiválon a Thunder Way nevű együttesével; Legjenda e Heroit című daluk az utolsó helyen végzett.

## Diszkográfia
- Identitet (2012)

## Fordítás
- Ez a szócikk részben vagy egészben  a   Bledar Sejko című angol Wikipédia-szócikk fordításán alapul.  Az eredeti cikk szerkesztőit annak laptörténete sorolja fel. Ez a jelzés csupán a megfogalmazás eredetét és a szerzői jogokat jelzi, nem szolgál a cikkben szereplő információk forrásmegjelöléseként.